# ケフェウス座VV星
ケフェウス座VV星（ケフェウスざVVせい、VV Cephei）、別名HD 208816とは、ケフェウス座の方角、地球からはおよそ5,000光年離れた場所にある食連星で、Be星、ガス殻星としての性質も備えている。
既知の食変光星の中では、2番目に長い公転周期の連星系で、主星の赤色超巨星は、伴星と最も近づいた際にはロッシュ・ローブを満たしていると考えられる。主星から伴星へと物質が移転し、伴星の周りに星周円盤が形成され、伴星を覆い隠している。主星のVV星Aは、現在知られている限り、銀河系で最も大きい恒星の一つで、半径は太陽の1,050倍と計算されている。

## 変光
ケフェウス座VV星系の公転周期は20.3年で、主星が伴星を隠す主極小と、伴星を主星を隠す副極小の、両方が発生する。これより周期の長い食変光星は、ぎょしゃ座ε星しか知られていない。主極小の時、伴星は完全に主星の後に隠れてしまい、それが18ヶ月続く。副極小の時は、伴星は主星のほんの一部しか隠さないので、明るさの変化はほとんど検出できない。食のタイミングと長さは周期ごとに変動するが、明るさが徐々に変化するので、正確に食を予報するのは難しい。
ケフェウス座VV星Aは、半規則型変光星であることもわかっており、0.2-0.3等級明るさが変化する。可視光、近赤外線での変光と、紫外線での変光は異なる特徴を示し、紫外線は58日周期、可視光・近赤外線は118.5日周期で変光する。紫外線の変光は、伴星を取り巻く星周円盤が原因、可視光・近赤外線の変光は、主星自身の脈動が原因と考えられる。

## スペクトル
ケフェウス座VV星のスペクトルは、低温の超巨星、高温の小質量星及びそれを取り巻く円盤、という2つの成分に分離される。伴星側の成分では、星周円盤から鉄の1階電離イオンなどの禁制線が輝線として見え、B[e]星と同じ特徴を示している。水素の輝線は山が2つに分かれるが、これは幅広い輝線の中に細い吸収線があるためと考えられる。そのようなスペクトルは、星を円盤が取り巻いていて、それをほぼ真横から眺めるようなガス殻星の特徴である。
鉄イオンや、銅イオン、ニッケルイオンなどの禁制線は、視線速度がほぼ一定で、食の間も変化がなく、連星から離れた場所で放射されたと考えられる。
主極小の間、スペクトルは大きく変化する。特に、高温の伴星とその周囲から放射されると考えられる紫外線で変化が顕著である。いくつかの輝線を伴う典型的なB型だったスペクトルが、無数の輝線が現れるスペクトルへと変化し、伴星の光球が隠されて周囲の円盤だけが見える状態になったと考えられる。伴星の潜入中、出現中は、星周円盤の片側だけが見えるので、輝線の輪郭が変化する。食の間は、伴星からの光が掩蔽されるので、色指数にも変化がみられる。
食が終了すると、連続光だけでなく、線スペクトルの一部も大幅に強さや輪郭が変化する。短波長（高温）側の連続光は、伴星を取り巻く円盤によって、不随意の変化を起こす。星周円盤による吸収線は、降着の速さが変化するため、視線速度も変化する。鉄イオン、マグネシウムイオンの輝線は、副極小付近で強くなるが、輝線は軌道運動に応じてもっと不規則に変化する。
可視光のスペクトルでは、Hα線が唯一はっきりした輝線成分で、その強度は食によって急速に変化するが、主極小の間は弱く、比較的安定している。

## 距離
様々な手段を用いて、ケフェウス座VV星までの距離は、およそ1.5kpcと推定され、ケフェウスOB2アソシエーションにあると考えられる。以前はもっと遠くにあると見積もられ、光度や半径も過大に算定された。ヒッパルコスの年周視差測定からは、もう少し小さく1kpc以下と計算される。距離と星間減光の精度が上がったことで、この星系の絶対等級も精度良く決まるようになってきた。

## 特徴

太陽と比べたケフェウス座VV星A

食連星の質量は、ある程度精度良く質量を推定する手法が確立しているが、ケフェウス座VV星の場合、主星が大量に物質を放出するため、軌道要素が変化してゆき、伴星が円盤に覆われ、距離にも不定性があるので、推定にも幅が出てしまう。分光観測によって軌道を推定する古典的な理論では、主星と伴星が共に太陽の20倍程度の質量を持つと見積もられた。別の説では、1997年の食が予報と違う時期に起きたことに基づき、質量移動で軌道が変わったと仮定して、主星が2.5太陽質量の漸近巨星、伴星が8太陽質量のB型星と予想した。視線速度からは、主星と伴星が同じくらいの質量と考える説が支持されているが、これは星周円盤の影響によるもので、主星と伴星の間で移動する質量を考えると、中質量でかつ質量に差があると考える方が良いとした。
A星の角直径は、赤外線の測光データを理論と比較することで、6.38ミリ秒と計算されている。これは、距離が1.5kpcだとすると、別の方法で推定した1,050太陽半径とよく合っている。以前は、太陽半径の1,000倍から1,800倍、或いは20世紀前半には更に大きいとする推定もあったが、軌道と食の観測から、上限は1,900太陽半径であることは確実となった。伴星の大きさは、円盤に覆われているため更に推定が難しい。主星や円盤より小さいことは確実で、軌道の解析からは太陽半径の13倍と見積もられている。
温度も、連星であるため簡単には決まらない。有効温度は、球形の黒体を仮定した放射を観測された放射と比較し、そこに重なっているスペクトルの輝線・吸収線も考慮して求める。VV星Aは、M2型超巨星であることは確実で、そのスペクトル分類からはおよそ3,800Kと予想される。VV星Bは円盤に覆われているので、得られるのは円盤の成分が混ざったスペクトルとなる。紫外線の吸収線の測定から、VV星Bは早期のB型星と考えられ、光度から主系列星となるが、主星からの質量移動があるため、異なる可能性もある。通常、このスペクトル型の恒星は、光度が太陽の数万倍、半径は太陽の5-8倍、質量は太陽の15-18倍、表面温度は25,000K程度である。
A星は非常に巨大で、大量の物質を放出し、輝線も放射しているが、極超巨星とは考えられていない。Hα輝線は、伴星周りの降着円盤から出ているもので、絶対等級は典型的な赤色超巨星のものである。